# Debra Messing
Debra Lynn Messing (ur. 15 sierpnia 1968 w Nowym Jorku, USA) – amerykańska aktorka telewizyjna, filmowa i teatralna.

## Życiorys
Córka żydowskich Amerykanów, szefa sprzedaży w firmie zajmującej się produkcją biżuterii Briana Messinga i piosenkarki, bankierki, podróżniczki i brokerki Sandry Simons. Kiedy miała trzy lata wraz z rodzicami i starszym bratem Brettem przeniosła się do Wschodniego Greenwich, małego miasteczka w Providence, na Rhode Island. W 1986 roku została wybrana „Rhode Island Junior Miss”. W 1990 roku otrzymała licencjat na kierunku sztuk teatralnych na Brandeis University w Waltham w stanie Massachusetts, a w 1993 roku tytuł magistra na wydziale dramatu na Uniwersytecie Nowojorskim. Studiowała także aktorstwo w Royal Academy of Dramatic Art w Londynie.
Swoją karierę aktorską zapoczątkowała występem w sztuce Oscara Wilde’a Bądźmy poważni na serio (The Importance of Being Earnest) na scenie w Seattle. Po raz pierwszy wystąpiła przed kamerami w serialu ABC Nowojorscy gliniarze (NYPD Blue, 1994–1995) jako Dana Abandando. W 1994 roku zagrała w dwóch przedstawieniach na deskach Off-Broadwayu – Cztery psy i kość (Four Dogs and a Bone) i Naga prawda (The Naked Truth). Zadebiutowała na dużym ekranie w melodramacie wojennym Spacer w chmurach (A Walk in the Clouds, 1995) u boku Keanu Reevesa i Anthony’ego Quinna.
Po występie w sitcomach Partnerzy (Partners, 1995) z Tate'em Donovanem, Fox Ned i Stacey (Ned and Stacey, 1995–1997) z Thomasem Hadenem Churchem jako liberalna dziennikarka Stacey Colbert i NBC Kroniki Seinfelda (Seinfeld, 1996–1997), zagrała w komedii Doborowa jednostka (McHale's Navy, 1997) z Timem Currym, Bruce’em Campbellem i Ernestem Borgnine'em oraz komedii Woody’ego Allena Celebrity (1998) w roli dziennikarki. Powszechną popularność zdobyła rolą Grace Adler Markus, dekoratorki wnętrz, która dzieli mieszkanie z prawnikiem-gejem (Eric McCormack) w sitcomie NBC Will i Grace (1998–2006), za którą odebrała nagrodę Emmy (2003), dwie nagrody Złotego Satelity (2002, 2003) i była siedmiokrotnie nominowana do nagrody Złotego Globu (2000–2005, 2008). Wcieliła się w biblijną postać Marii Magdaleny w filmie telewizyjnym CBS Jezus (Jesus, 1999). W 2005 wystąpiła w filmie Pretty Man, czyli chłopak do wynajęcia z Dermotem Mulroneyem, Amy Adams, Jackem Davenportem i Sarah Parish. W thrillerze Searching (2018) zagrała detektyw Rosemary Vick.
Zajmuje się także dubbingiem, użyczyła swojego głosu pani Hilgren-Bronson, mamie Jordan w serialu animowanym Bobby kontra wapniaki (King of the Hill, 2002), Arlene w filmie animowanym Garfield (2004) oraz Beth w filmie animowanym Sezon na misia (Open Season, 2006).
W latach 1992–2000 spotykała się z aktorem i scenarzystą Danielem Zelmanem (ur. 1967), za którego 3 września 2000 roku wyszła za mąż. Mają syna Romana Walkera (ur. 7 kwietnia 2004).

## Filmografia

### Filmy
| Rok  | Tytuł                                  | Rola               | Uwagi |
| ---- | -------------------------------------- | ------------------ | ----- |
| 1995 | Spacer w chmurach                      | Betty Sutton       |       |
| 1997 | McHale's Navy                          | Penelope Carpenter |       |
| 1998 | Celebrity                              | reporterka         |       |
| 2002 | Przepowiednia                          | Mary Klein         |       |
| 2002 | Koniec z Hollywood                     | Lori               |       |
| 2004 | Nadchodzi Polly                        | Lisa Kramer        |       |
| 2004 | Garfield                               | Arlene             | głos  |
| 2005 | Pretty Man, czyli chłopak do wynajęcia | Kat Ellis          |       |
| 2006 | Sezon na misia                         | Beth               | głos  |
| 2007 | Purple Violets                         | Kate Scott         |       |
| 2007 | Pokerowy blef                          | Suzanne Offer      |       |
| 2008 | Kobiety                                | Edie Cohen         |       |
| 2008 | Nie ma jak święta                      | Sarah Rodriguez    |       |
| 2014 | Like Sunday, Like Rain                 | Barbara            |       |
| 2018 | Searching                              | Rosemary Vick      |       |

### Telewizja
| Rok                | Tytuł                              | Rola                 | Uwagi             |
| ------------------ | ---------------------------------- | -------------------- | ----------------- |
| 1994–95            | Nowojorscy gliniarze               | Dana Abandando       | 3 odc.            |
| 1995               | Partners                           | Stacey               | 1 odc.            |
| 1995–97            | Ned i Stacey                       | Stacey Colbert       | 46 odc.           |
| 1996–97            | Kroniki Seinfelda                  | Beth Lookner         | 2 odc.            |
| 1998               | Walka o przetrwanie                | Dr. Sloan Parker     | 13 odc.           |
| 1998–06, 2017–2018 | Will & Grace                       | Grace Adler          | gł. rola          |
| 1999               | Jezus                              | Maria Magdalena      | film TV           |
| 2002               | Bobby kontra wapniaki              | Mrs. Hilgren-Bronson | 1 odc.            |
| 2007–08            | The Starter Wife                   | Molly Kagan          | 10 odc.           |
| 2011               | Prawo i porządek: sekcja specjalna | Alicia Harding       | 1 odc.            |
| 2012–13            | Smash                              | Julia Houston        | 32 odc.           |
| 2014–16            | Tajemnice Laury                    | Det. Laura Diamond   | gł. rola, 38 odc. |
| 2017               | Dirty Dancing                      | Marjorie Houseman    | film TV           |